# Kennesaw State University
Die Kennesaw State University ist eine staatliche Universität in Kennesaw im US-Bundesstaat Georgia. Sie ist Teil des University System of Georgia. Die Hochschule wurde 1963 gegründet. Der United States Census erfasst den Kennesaw State University Census-designated place (CDP), ein zu statistischen Zwecken definiertes Gebiet, das seit 2020 im GNIS veröffentlicht ist. Der CDP hatte in dem Jahr 2020 382 Einwohner bei einer Fläche von 1,01 km².

## Zahlen zu den Studierenden
Im Herbst 2020 waren 41.181 Studierende eingeschrieben (2006: 18.556). Davon strebten 37.390 (90,8 %) ihren ersten Studienabschluss an, sie waren also undergraduates. Von diesen waren 49 % weiblich und 51 % männlich; 5 % bezeichneten sich als asiatisch, 32 % als schwarz/afroamerikanisch und 13 % als Hispanic/Latino. 3.791 (9,2 %) arbeiteten auf einen weiteren Abschluss hin, sie waren graduates.

## Sport
Die Sportteams der Kennesaw State sind die Owls. Die Universität ist seit 1. Juli 2024 Mitglied der Conference USA.

## Persönlichkeiten
- Nick Ayers (* 1982), Politikberater, ehemals Stabschef des US-Vizepräsidenten Pence, studierte 2000 bis 2009 an der Kennesaw State
- Alex Kendrick (* 1970), Schauspieler, Drehbuchautor und Regisseur
- Ty Pennington (* 1965), Fernsehmoderator
- Bronson Rechsteiner, bekannt als Bron Breakker (* 1997), Wrestler